# Порт-Глазго
Порт-Глазго (англ. Port Glasgow, гэльск.  Port Ghlaschu, скотс Port Glesga) — город-порт на западе Шотландии. Расположен в северной части округа Инверклайд.

## География
Расположен на берегу залива Ферт-оф-Клайд, в 35 км к северо-западу от Глазго. Ближайший аэропорт Глазго находится в 21 км восточнее Порт-Глазго.

## История

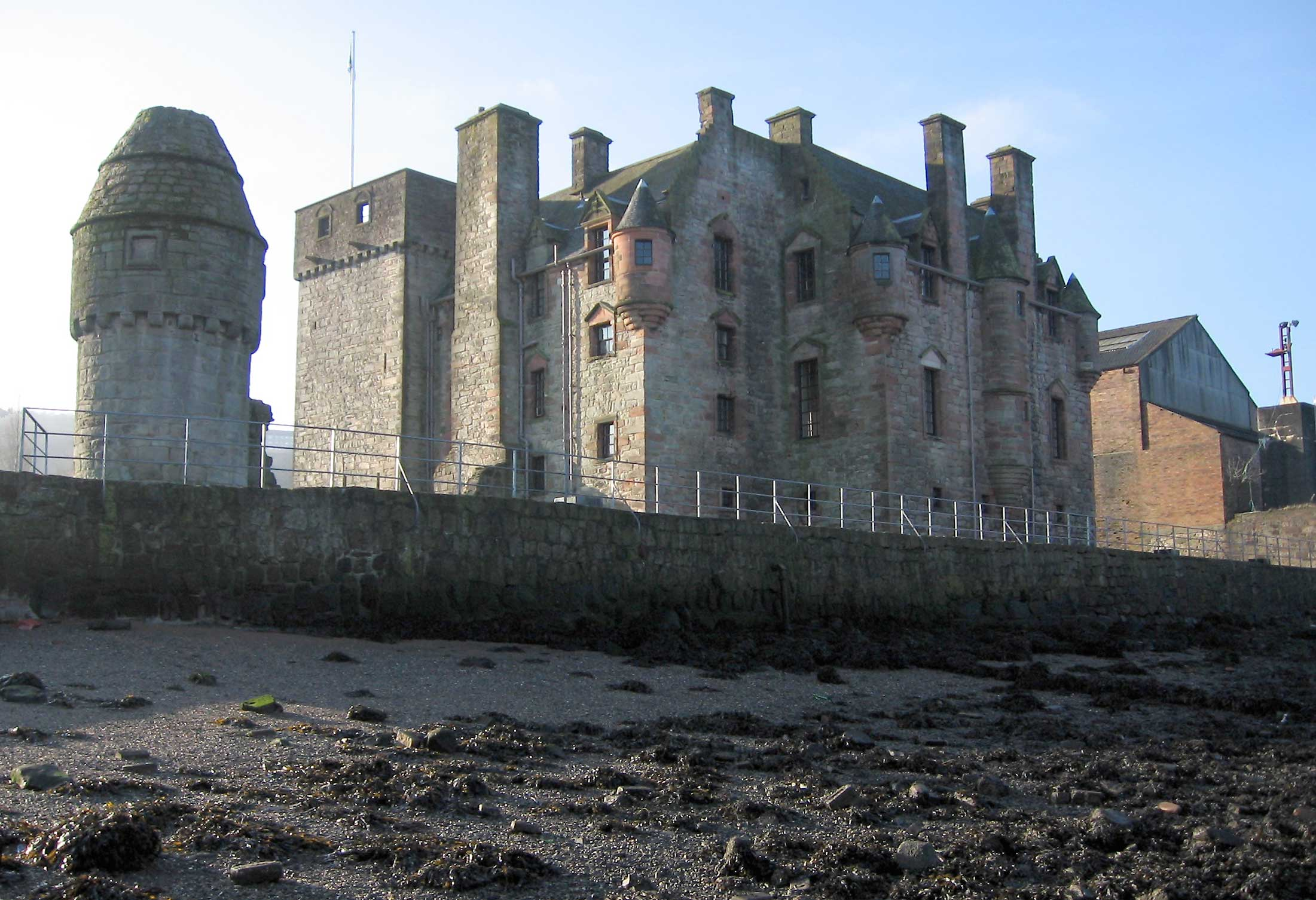
Ньюаркский замок

До 1667 года город назывался Ньюарк. История местности тесно связана с замком Ньюарк и семейством Максвелл. Расположение его позволяло выгружать корабли из Нидерландов и Франции и перевозить далее грузы в мелкими судами по реке Клайд в Глазго. В 1667 году здесь началось строительство гавани и волнореза. Это позволило Ньюарку стать первым глубоким морским портом Глазго и вскоре его назвали Порт-Глазго. В 1833 году Порт-Глазго стал порто-франко. Примерно в то же время русло реки Клайд углубили, так что город потерял функцию порта.
В XIX веке город стал центром судостроения.

## Известные уроженцы и жители
- Генри Макниш (1874—1930) — моряк, участник Имперской трансантарктической экспедиции (1914—1917) под руководством Эрнеста Шеклтона (плотник «Эндьюранс»), один из участников плавания на «Джеймсе Кэрде».
- Питер Доддс Маккормик (ок. 1834 — 1916) — австралийский композитор шотландского происхождения, автор австралийского национального гимна.
- Джимми Макстей (1893—1974) — шотландский футболист, тренер.
- Джеймс Томсон — шотландский поэт.
- Реджинальд Уингейт (1861—1953) — британский военный деятель, дипломат и колониальный чиновник.